# Catti
I Catti (Chatti in latino o Cháttoi in greco) erano un'antica popolazione germanica stanziata nell'Assia centro-settentrionale e nel sud della Bassa Sassonia. Secondo Tacito a loro sarebbe appartenuta la tribù dei Batavi, finché questi, in seguito a dispute interne, furono cacciati, andando a stanziarsi alla foce del Reno. Confinavano a nord con gli Usipeti, i Tencteri e i Cherusci. Tacito scrisse che essi confinavano ad oriente con i Cauci, che si estendevano ad arco dal Mare del Nord fino a spingersi all'interno della Germania Magna.

## Storia
Nell'11 a.C., quando il generale romano Druso maggiore operò più a sud, affrontò e batté per primi e sottomettendo il popolo degli Usipeti. Gettò, quindi, un ponte sul fiume Lupia (l'attuale Lippe), che si trova di fronte a Castra Vetera (Xanten) ed invase il territorio dei Sigambri, che erano però assenti poiché in lotta con i vicini Catti. Penetrato all'interno della Germania Magna, raggiunse prima il popolo dei Marsi e poi i confini occidentali dei Cherusci sul fiume Visurgis (l'attuale Weser). Alla fine di questa campagna militare, Druso fece costruire due baluardi fortificati per proteggersi dagli attacchi dei Germani, uno esattamente nel punto in cui il fiume Lupia e l'Eliso si congiungono (in località Aliso, identificabile con la moderna Haltern), l'altro nel territorio dei Catti, lungo la riva del fiume Reno (Mogontiacum).
Nel 10 a.C. diede inizio alle operazioni contro i Catti ed altre popolazioni limitrofe, come i Mattiaci e i Tencteri. Ne devastò, quindi, i territori, che in precedenza i Romani avevano loro assegnato, ma che trovarono disabitati poiché, come avevano fatto i Sigambri l'anno precedente, si erano ritirati nel profondo delle foreste germaniche (selva Ercinia). Il quartier generale di quest'anno fu posto nella fortezza legionaria di Mogontiacum (l'odierna Magonza), collegata con altre fortificazioni di nuova costruzione come quella di Rödgen sempre nel territorio dei Catti.
Nel 9 a.C., sempre Druso invase, prima il territorio della potente tribù dei Catti, poi avanzò fino ai territori dei Suebi, tra cui troviamo le popolazioni dei Marcomanni (che in seguito a questi avvenimenti decisero di migrare in Boemia) e degli Ermunduri. Si impadronì, non senza difficoltà, delle regioni percorse e sconfisse coloro che lo attaccavano, non senza aver combattuto dure battaglie. Dalla Suebia poi passò nel territorio dei Cherusci e, dopo ave attraversato il Visurgis (Weser), si spinse fino al fiume Elba, dove nessun altro romano era giunto mai prima di allora, portando devastazione in tutti i territori.
Resistettero con successo all'incorporazione nell'Impero romano unendosi alla coalizione delle tribù guidate dal cherusco Arminio, che nel 9 d.C. distrusse le legioni di Varo nella battaglia di Teutoburgo. Nel 15 d.C. Germanico devastò i loro territori come rappresaglia. Egli infatti, dopo aver attraversato il Reno assieme al luogotenente Aulo Cecina Severo, prima sconfisse i Marsi, poi i Catti. Ci è stato tramandato da Strabone il nome di un loro capo, un certo Ucromiro.
Nell'83, si scontrarono con le armate romane dell'imperatore Domiziano, il quale istituì le due province della Germania superiore e inferiore, quale conseguenza di questa guerra, nella quale i Romani acquisirono territori oltre il Reno, incorporati nella Germania superiore. Dopo la vittoria sui Catti, Domiziano ottenne il trionfo a Roma nell'autunno di quello stesso anno. ricevendo il titolo di Germanicus. Gli storici a lui ostili misero in ridicolo quella campagna militare e il trionfo che gli fu concesso. Ma Domiziano vi aveva ottenuto di allontanare i Catti dalle frontiere e le nuove annessioni favorirono i collegamenti delle legioni tra il corso medio del Reno e il Danubio. Durante questa campagna fu impegnata la legio I Minervia, che con ogni probabilità era stata creata ad hoc a questo fine. Roma rispose all'atteggiamento bellicoso e belligerante dei Catti fortificando un tratto di limes lungo il confine meridionale delle loro terre, nell'Assia centrale.
Sappiamo che attorno all'88, il re dei Cherusci, Cariomero, venne cacciato dal suo regno dai Catti, poiché si era dimostrato amico ed alleato dei Romani. Inizialmente riuscì a radunare un nuovo esercito ed a fare ritorno; ma più tardi venne abbandonato da chi lo aveva rimesso sul trono, quando decise di inviare ostaggi ai Romani, divenendo amico e alleato del popolo romano. Domiziano non garantì alcun sostegno militare ai Romani, ma ricevette denaro dai Romani. Nel corso poi della successiva rivolta dell'allora governatore della Germania superiore, Lucio Antonio Saturnino (89), i Catti ne approfittarono per attaccare il tratto di limes appena costruito, ma furono ancora una volta battuti e respinti.
Sono da attribuire sempre ai Catti alcune invasioni delle province di Rezia, Germania inferiore e Gallia Belgica, durante il regno di Marco Aurelio: 
- nel 161-162, mentre in Oriente era appena iniziata la guerra contro i Parti, essi penetrarono negli Agri Decumates, ma furono prontamente respinti dall'accorrente governatore della Germani superiore, Gaio Aufidio Vittorino;[23]
- pochi anni dopo nel 170-172, quando il governatore della Gallia Belgica, Didio Giuliano, fu costretto ad intervenire respingendo questo nuovo attacco.[24]

Con il III secolo, sappiamo che nel 212, dopo circa quarant'anni, i Catti tornarono a sfondare il limes romano; per la prima volta furono menzionati gli Alemanni, nel Wetterau. L'anno seguente (213), lo stesso imperatore romano, Caracalla, giunto nella primavera di quell'anno lungo il limes germanico-retico, condusse una campagna contro le popolazioni germaniche, sconfiggendo prima i Catti lungo il fiume Meno, poi gli Alemanni nella zona che va dalla Rezia all'altopiano della Svevia. In seguito a queste vittorie il giovane imperatore assunse l'appellativo di Germanicus maximus (6 ottobre;
Alla fine i Catti entrarono a far parte del regno dei Franchi da Clodoveo I agli inizi del VI secolo. Sono menzionati nell'antico poema epico in lingua inglese Beowulf come "Hetwaras". Nel 723 il missionario anglosassone Winfrid, poi chiamato San Bonifacio, "Apostolo dei Germani", predicò tra i Catti e distrusse il loro albero sacro, l'Albero di Thor, vicino a Fritzlar, nell'intento di convertire al cristianesimo le tribù della Germania settentrionale.

## Società

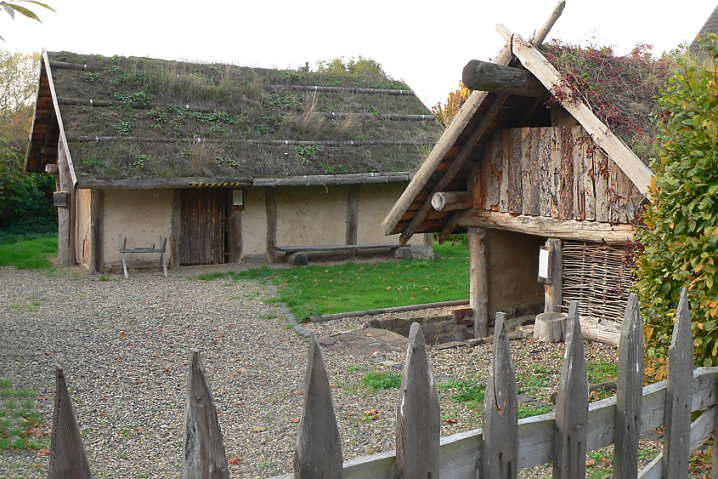
Ricostruzione a Geismar-Fritzlar di tipiche abitazioni germaniche dei Catti e di un loro insediamento

### Forma di governo
Scelgono come capi, uomini degni e ne seguono i comandi in modo intelligente.

## Proprietà
Non avevano casa, né campi, né alcuna stabile occupazione. Ovunque essi arrivassero, si procuravano il cibo necessario e ogni cosa di cui avessero bisogno. Erano indifferenti verso ogni possesso personale, fino a quando, ormai vecchi, non fossero più in grado di vivere in un modo tanto duro e aspro.

### Tecniche militari
Nella Germania di Tacito sono ricordati come guerrieri famosi per la loro disciplina e per la loro fanteria, che gravano non solo con le pesanti armi, ma anche con utensili in ferro e provviste. Tacito aggiungeva «i Catti li vedi andare in guerra, le altre popolazioni in battaglia». Essi sanno conservare l'ordine dello schieramento, cogliere l'occasione opportuna, trattenersi nell'impeto, circondarsi di notte con difese. Sanno porre fiducia, come impone la stessa disciplina romana, ma cosa rara tra i Germani, nel loro comandante in guerra. Raramente compivano scorrerie o scaramucce. Se per Tacito, la cavalleria serviva per giungere presto alla vittoria e subito dopo ritirarsi, alla fanteria non si addiceva la rapidità, che equivaleva alla paura, al contrario essa doveva essere lenta in battaglia, che equivaleva al fermo coraggio, come quello dimostrato dei Catti.
Ai più valorosi spettava di prendere l'iniziativa in combattimento, costituendo gli stessi la prima linea dello schieramento, che Tacito definisce «spaventosa a vedersi».

### Aspetto fisico e indole
Questa gente, scrive Tacito, aveva un fisico gagliardo, le membra muscolose, l'aspetto minaccioso e uno spirito più energico. Come Germani, li riteneva molto intelligenti e abili. Sanno porre la buona fortuna fra le cose incerte e il valore tra quelle certe.
Era un'usanza dei Catti, lasciarsi crescere capelli e barba fin dall'adolescenza e non tagliarseli prima di aver ucciso un nemico. Sopra le spoglie insanguinate era usanza scoprirsi il volto, ritenendo solo così di aver riscattato il prezzo della vita e di essere degni della loro patria e dei genitori. Ai vili rimaneva invece questo aspetto squallido. I più valorosi portavano anche un anello di ferro, simbolo di asservimento, e lo toglievano solo quando avevano ucciso un nemico.